# Santa Cruz, Tapilula
Santa Cruz är en ort i Mexiko.   Den ligger i kommunen Tapilula och delstaten Chiapas, i den sydöstra delen av landet, 700 km öster om huvudstaden Mexico City. Santa Cruz ligger 922 meter över havet och antalet invånare är 113.
Terrängen runt Santa Cruz är bergig söderut, men norrut är den kuperad. Runt Santa Cruz är det ganska tätbefolkat, med 72 invånare per kvadratkilometer. Närmaste större samhälle är Pueblo Nuevo Jolistahuacan, 15,4 km sydost om Santa Cruz. I omgivningarna runt Santa Cruz växer i huvudsak städsegrön lövskog.